# Vordingborg Fri Fagskole
Vordingborg Fri Fagskole blev i 1904 etableret af Dagmar Grymer som den private Vordingborg Husmoderskole i en villa på Skovvej i Vordingborg, men flyttede i de nye bygninger på Violvej i 1907 og har siden da gennemgået flere tilbygninger og navneændringer.
Skolen er i dag en højskole med fokus på husholdning og håndarbejde.

## Dagmar Grymer
Johanne Fransiska Dagmar Nielsen Grymer (født 3. maj 1867 på Femø, død 1. februar 1959 i Vordingborg) kom fra beskedne kår, som datter af bonden Niels Frantsen og Else Marie Pedersen Grymer på Femø. Hun var den næstyngste i en søskendeflok på seks.
I 1904 grundlagde Grymer sin husmoderskole i sin villa på Skovvej i Vordingborg, og i 1907 blev skolen på Violvej opført for hendes egne penge. Hun var en del af det af indenrigsministeriet nedsatte Husholdningsudvalg i 1917.
I 1959 efter kort tids sygdom døde Grymer og er begravet på Vordingborg gl. Kirkegård.